# Rollladeplatte

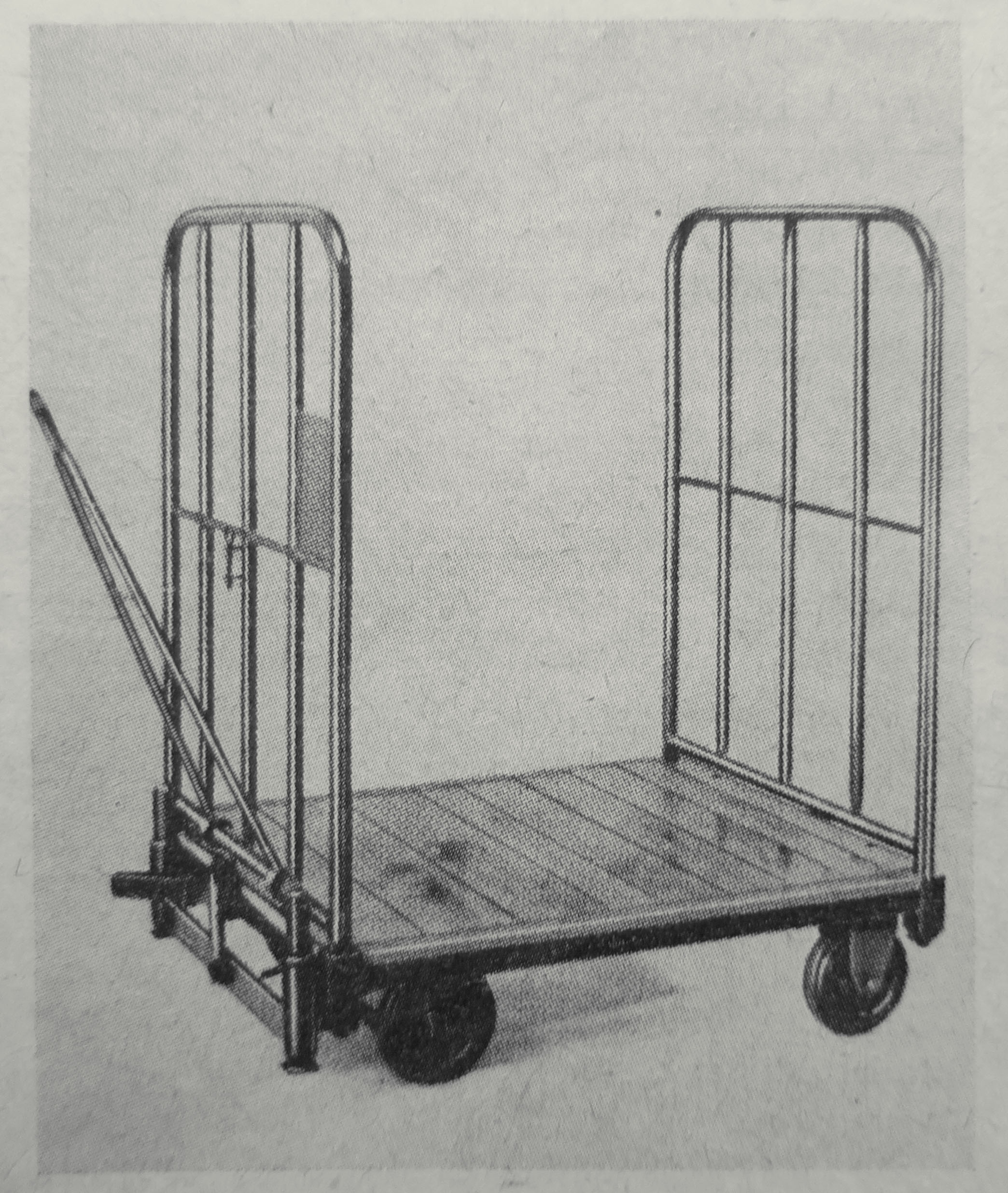
Rollladeplatte

Rollladeplatten (nach alter Rechtschreibung ursprünglich: Rolladeplatten) waren Wagen, die die Deutsche Bundesbahn ab Ende der 1950er Jahre zur „Mechanisierung des Ladedienstes am Gepäckwagen“ beschaffte. Für die nächsten zwei Jahrzehnte prägten sie das Bild des Ladebetriebes.

## Fahrzeug
Die Paletten hatten eine Grundfläche von etwa 1,5 m², liefen auf vier kleinen Rädern, hatten vorne und hinten je ein ca. 1,5 m hohes Metallgitter und vorne eine Deichsel. Der Boden bestand aus Holzbrettern in einem Metallrahmen. Am vorderen Gitter war zudem ein Metallschild angeschweißt, auf das Laufzettel geklebt werden konnten. Die Seiten der Rollladeplatte waren offen. Wenn kleinteiliges Gut gestapelt wurde, konnte es mit Riemen oder Netzen, die an den Gittern befestigt wurden, gesichert werden. Rollladeplatten waren damit den CC-Containern sehr ähnlich. Die Fahrzeuge besaßen zunächst eine Feststellvorrichtung. Ab 1965 wurden sie mit einer regulierbaren Feststellbremse ausgeliefert, die auf alle vier Räder wirkte.

## Einsatz
Zu Einsatz und Pflege der Rollladeplatten gab es ein „Merkblatt über die Mechanisierung des Ladedienstes im Gepäck- und Expressgutverkehr“. Die Wägelchen waren dazu gedacht, im Expressgut- und Reisegepäckverkehr der Bahn kleinere Pakete, Päckchen, Reisegepäck und andere kleinere Gegenstände mit gleichem Zielort gemeinsam zu transportieren und damit deren Transport zu rationalisieren. Über die Deichsel konnten mehrere Rollladeplatten aneinandergehängt werden und so gemeinsam zum Gepäckwagen oder von dort zur Gepäck- oder Expressgutabfertigung gezogen werden. Die Wägelchen konnten von Laderampen mit entsprechender Höhe auch insgesamt in einen Packwagen gefahren werden. Es handelte sich im Grunde um ein frühes Container-System.
Die Rollladeplatten waren nur den größeren Bahnhöfen zugeteilt und mussten von kleineren Bahnhöfen – gegebenenfalls leer – an den nächstgelegenen Bahnhof zurückgeschickt werden, der solche Rollladeplatten offiziell im Bestand hatte. Diese größeren Bahnhöfe halfen sich bei punktuellem Mehrbedarf untereinander mit den Geräten aus.
Die Rollladeplatten erwiesen sich als großer Erfolg und es bestand zeitweise daran ein erheblicher Mangel. Auch fanden Eisenbahner die Wägelchen offensichtlich sehr praktisch und setzten sie für alle möglichen Transporte ein, so dass die Bundesbahndirektionen mahnen mussten, die Fahrzeuge ausschließlich für den vorgesehenen Zweck zu verwenden. Die Bundesbahndirektion Mainz ordnete eine wöchentliche Bestandsaufnahme an. Ende 1964 hat sich die Lage offensichtlich entspannt: Erstmals wurde für die Spitzenbelastung im Weihnachtsverkehr keine Sonderregelung mehr getroffen.